# Wasps RFC
Wasps RFC är ett engelskt rugby union-lag som spelar i RFU Championship, Englands näst högsta liga. De spelade mellan 1987 och 2022 i Premiership Rugby men blev nedflyttade efter att ha gått i konkurs i oktober 2022.
Klubben grundades som Wasps FC 1867 i norra delen av London. 1923 flyttade Wasps till stadsdelen Sudbury där klubben blev kvar fram till 1996 då den professionella eran inleddes med en flytt till Loftus Road. Mellan åren 1999 och 2014 gick klubben under namnet London Wasps. Man spelade sina hemmamatcher på Adams Park som ligger i High Wycombe, Buckinghamshire mellan 2002 och 2014. I december 2014 flyttade klubben till Coventry och Ricoh Arena där Wasps spelade fram till 2022.

## Titlar
Engelska mästare (Premiership Rugby)
- 1989/90
- 1996/97
- 2002/03
- 2003/04
- 2004/05
- 2007/08

Nationella cupmästare (RFU Knockout Cup/Anglo-Welsh Cup)
- 1998/99
- 1999/2000
- 2005/06

European Rugby Champions Cup
- 2003/04
- 2006/07

EPCR Challenge Cup
- 2002/03

## Spelarprofiler
- Raphaël Ibañez
- Lawrence Dallaglio